# Platygaster forshagei
Platygaster forshagei är en stekelart som beskrevs av Peter Neerup Buhl 2006. Platygaster forshagei ingår i släktet Platygaster och familjen gallmyggesteklar. Inga underarter finns listade i Catalogue of Life.